# Wijkgedachte
De wijkgedachte is een stedenbouwkundige theorie die gebruikt werd voor het ontwerp van steden tijdens de wederopbouwperiode na de Tweede Wereldoorlog. 
In het boek De stad der toekomst, de toekomst der stad, geschreven tijdens de Tweede Wereldoorlog, zetten ir. Bos en ir. Willem van Tijen hun theorie, de wijkgedachte, uiteen. Ook de Rotterdamse CIAM-delegatie de Opbouw was betrokken bij de ontwikkeling en uitvoering van de wijkgedachte, waaronder Lotte Stam-Beese, die de theorie verwerkte in de Rotterdamse wijken Pendrecht en Hoogvliet.
De basisgedachte van de wijkgedachte is decentralisatie van de stad. Volgens deze theorie is het leven van mensen hiërarchisch in te delen rondom verschillende sociale groepen op verschillende schalen. Een wijkeenheid met een wijkcentrum zou moeten bestaan uit 20.000 mensen, bestaande uit buurten met elk een buurtcentrum. Een belangrijke aanname in dit systeem is dat een buurt gelijk is aan een dorp. Een grote stad zou te onoverzichtelijk zijn om te wonen, dus deze kan beter bestaan uit een netwerk van buurten, zoals die samen in wijken een stad vormen. Voor de wijkgedachte is het belangrijk dat inzichtelijk blijft wat de ruimtelijke eenheden zijn in de stad. Aan de stedenbouwkundige opzet van de wijk is dan ook vaak duidelijk af te lezen waar de verschillende geledingen zijn geplaatst. In Nederland correspondeerde de wijkgedachte met de toenemende verzuiling. 